# 長身長孔綿鳚
長身長孔綿鳚，為輻鰭魚綱鱸形目绵鳚亞目绵鳚科的其中一種，分布於中太平洋區東部的巴拿馬灣海域，屬深海底棲性魚類，棲息深度在水深1271公尺，體長可達51.5公分。